# 막 전위
막 전위(膜電位, 영어: membrane potential)는 세포막 등 지질 이중층으로 이루어진 구조 안팎의 전위차를 가리킨다. 전기생리학에서는 일반적으로 세포 안쪽이 바깥에 비해 전위가 높은 경우에 막 전위가 양(+)의 값을 갖는다고 정의한다. 막 전위는 대부분의 세포에서 관찰되며, 세포가 안정 상태일 때에는 보통 막의 바깥에 대해 안쪽이 음전하를 띠므로 음의 값을 갖는다. 이를 가리켜 세포가 전기적으로 분극(electrically polarized)되었다고 하며, 이때의 막 전위를 휴지 전위라고 부른다. 휴지 전위의 값은 세포 종류에 따라 다르지만 대체로 -10 ㎷에서 -100 ㎷ 사이이다.
휴지 전위가 존재하는 것은 첫째로 세포막 안팎의 이온 농도가 다르고, 둘째로 세포막이 각 이온에 대해 선택적 투과성을 나타내기 때문이다. 세포막 안쪽에는 칼륨 이온이 많고, 바깥쪽에는 나트륨 이온이 많은데, 대체로 K+가 세포막을 가장 잘 통과하므로 주로 K+의 농도차에 의해서 세포 안쪽이 음전하를 띠게 된다.
실제 세포의 막 전위는 다양한 요인에 의해 변동한다. 막 전위가 휴지 전위에 비해 높아진 경우를 탈분극, 낮아진 경우를 과분극이라고 한다. 신경 세포나 골격근 세포, 심근세포 등 흥분성 세포(興奮性 細胞, 영어: excitatory cell)는 자극을 받으면 일시적으로 탈분극되어 막 전위가 급격하게 상승하는 성질이 있다. 이러한 막 전위 변동은 자극을 받은 부위에서부터 세포막을 따라 마치 파동처럼 퍼져나가는데, 이를 가리켜 활동전위라고 한다. 신경에서 활동전위는 신경말단까지 뻗어나가 신호 전달을 가능하게 하며, 근육에서도 활동전위가 조직 전체로 전파되는 신호 역할을 하여 근수축이 일어나는 것으로 보인다.
막 전위에 대한 연구는 전통적으로 흥분성 세포에 집중되어 왔다. 이들 세포에서 음의 막 전위는 활동전위 격발을 위한 '장전된 방아쇠' 역할을 한다고 이해할 수 있었던 반면, 혈구나 내피세포, 상피세포 등 비흥분성 세포에서 막 전위의 역할이 무엇인지는 덜 분명했다. 비흥분성 세포에 대한 연구는 패치 클램프가 발명되고 나서부터야 본격적으로 시작되었다. 최근 연구는 비흥분성 세포의 막 전위 변동이 부피·분비·세포 주기 조절 등 다양한 기능에 관여함을 시사한다.
한편 막 전위는 화학에서 반투과성막을 경계로 양쪽에 조성이 다른 용액을 놓았을 때 생기는 전위를 가리키는 말로 쓰이기도 한다. 수소 이온 농도 측정에 이용하는 유리 전극은 수소 이온만을 투과하는 유리 전극의 특성에서 생긴 막 전위를 이용한다. 막에 이온 교환막을 이용했을 때 나타나는 전위를 교환막 전위라 한다. 또 유리 전극과 같이 막 전위를 이용하여 액의 활동도를 측정하게 조립된 이온 교환막을 이온 교환 수지 전극이라 한다.

## 개요
세포가 안정 상태에서 전기적으로 분극되어 있다는 가설은 생체전기를 연구하는 과정에서 등장했다. 1791년 루이지 갈바니가 생체전기 현상을 보고한 이래 그 기원에 대한 논쟁이 이어졌다. 갈바니는 근섬유가 마치 라이덴병처럼 전기를 저장하고 있다고 추측했으나, 전자기학이 정리되기 이전이었으므로 정확히 무엇을 저장한다고 이해해야 하는지는 불분명했다. 1902년 율리우스 베른슈타인은 동물 조직 안팎에 전위차가 유지되는 것이라고 주장하여 생체전기에 대한 현대적인 이해 방식을 정립하였으며, 반투과성막에 대한 당대의 최신 연구 결과를 바탕으로 막 전위의 기원이 칼륨 이온의 농도 기울기라는 가설을 제안하였다.

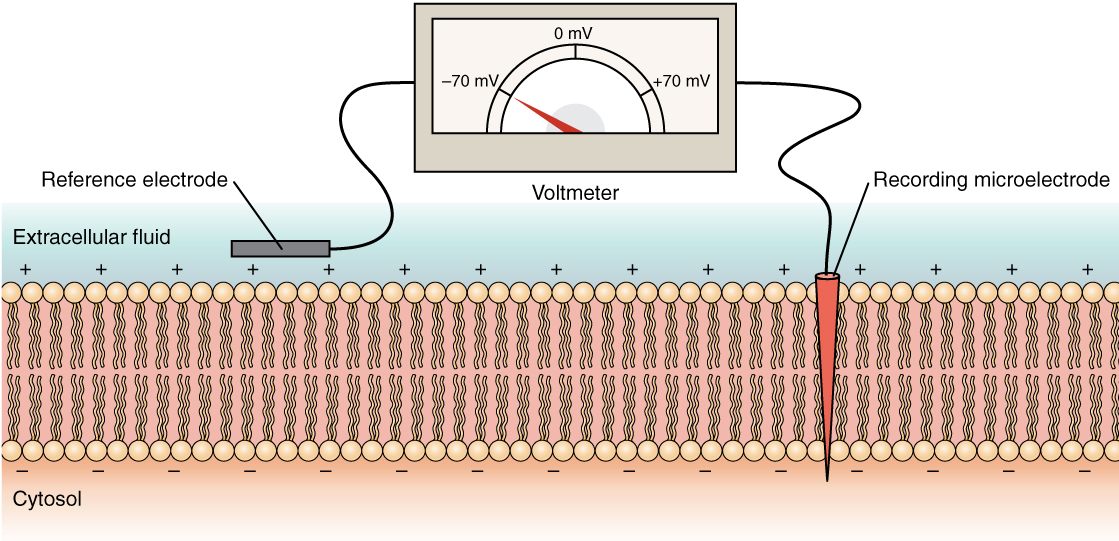
미세전극을 이용하여 막 전위를 측정할 수 있다.

막 전위를 측정하기 위해서는 하나의 세포 안팎에 미세전극(영어: microelectrode)을 하나씩 삽입하고 전압계를 연결하여야 한다. 세포막 바깥의 무관전극(영어: indifferent electrode), 기준전극(영어: reference electrode) 또는 참조전극에 비해 세포막 안쪽의 전극에서 기록되는 상대적인 전위 값이 바로 막 전위의 값이 된다. 이는 이론적으로 간단하지만, 세포 하나보다 가는 미세전극이 필요하므로 기술적으로 어렵다. 단일 세포의 막 전위를 측정하려는 실험은 1910년대 유리관을 길고 가늘게 늘여 마이크로피펫을 제작하는 기술의 발전에 힘입어 1920년대부터 이루어지기 시작했다. 1940년대에 이르러 대부분 세포가 음의 휴지 전위를 나타낸다는 사실이 밝혀졌다. 오늘날 미세전극에 사용되는 마이크로피펫의 지름은 보통 1 마이크로미터 미만이다.

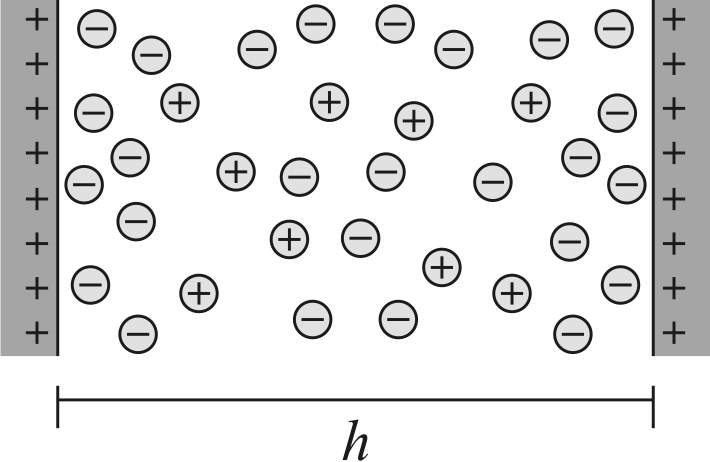
막 전위는 전기이중층에 의해 발생하며, 나머지 대부분 영역에서는 전기 중성 원리가 적용된다. 그림에 나타난 전하분리 정도는 실제 세포의 막 전위가 형성되기 위해 필요한 것보다 훨씬 과장되어 있다.

미세전극을 세포막에 가까이 가져다 대는 동안, 전극이 세포막 바깥에 있는 한 전위는 일정하게 측정된다. 전극이 세포막을 통과하는 순간 전위는 음의 값으로 급감한다. 전극이 세포질에 진입하면 전위는 다시 어디에서든 일정하다. 이처럼 막 전위는 세포막 바로 바깥에 양이온이 정렬하고 바로 안쪽에 음이온이 정렬하는 전하분리(영어: charge separation)에 의해 발생한다. 이러한 전기쌍극자층(영어: electrical dipole layer) 또는 전기이중층(영어: electrical double layer)이 형성되기 위해 필요한 전하량은 지극히 작다. 예를 들어 신경에서 휴지 전위가 통상적인 값인 -70 ㎷로 되기 위해서는 신경 섬유 안에 존재하는 양이온 중에서 불과 300만 ~ 1억 분의 1만 세포 바깥으로 빠져나가면 충분한 것으로 추산된다. 즉 막 전위는 총 양이온 농도가 총 음이온 농도보다 높거나 낮기 때문에 발생하는 것이 아니다. 거시적으로 볼 때 세포질이나 세포외액 모두 전기 중성 원리(영어: electroneutrality principle)가 적용되어, 전기이중층을 제외한 어디서든지 양이온과 음이온의 농도는 서로 같다.
막 전위는 이온마다 세포막 투과성이 서로 다르고, 그 중 세포막을 잘 통과하는 이온의 농도 기울기가 존재할 때 발생한다. 무작위적인 열운동에 의해 이온이 세포막을 넘나들 때, 이온이 많은 쪽에서 적은 쪽으로 이동할 확률이 높기 때문이다. 즉 농도가 높은 쪽에서 낮은 쪽으로 확산이 일어나는 것이다. 이러한 이동에 의해 전하분리가 일어나면 확산을 거스르는 방향으로 전위차가 생겨나다가, 정전기력의 크기가 확산 경향을 꼭 상쇄할 정도가 되는 지점에서 평형이 이루어진다. 예를 들어 칼륨 이온만을 통과시키고 염소 이온의 이동을 가로막는 반투과성막을 기준으로 왼쪽에는 KCl 10 mM을, 오른쪽에는 KCl 100 mM을 주입하면, K+이 오른쪽에서 왼쪽으로 확산하여 수 초 이내로 왼쪽이 오른쪽보다 약 60 mV 높은 전위차가 형성된다. 상술하였듯이 이러한 변화를 야기하기 위해 필요한 K+의 이동량은 대단히 작아서, 왼쪽과 오른쪽의 K+ 농도 변화는 매우 정밀한 장비로도 탐지하기 어려울 것이다.

## 전기화학적 모형

### 네른스트-플랑크 식
이온 {\displaystyle X}가 세포막에 수직인 {\displaystyle x}축 방향으로 일차원적으로만 이동한다고 가정할 때, {\displaystyle X}의 면적 당 이동량 즉 선속 {\displaystyle J_{X}}는 확산에 의한 선속 {\displaystyle J_{X}^{d}}와 정전기력에 의한 선속 {\displaystyle J_{X}^{e}}의 합으로 주어진다.
{\displaystyle J_{X}=J_{X}^{d}+J_{X}^{e}}
픽의 확산 법칙에 따르면 확산에 의한 이동량은 농도 기울기에 정비례하며, 그 비례 계수를 확산계수(영어: diffusion coefficient)라고 일컫는다. {\displaystyle X}의 확산계수를 {\displaystyle D_{X}}라고 하면 다음처럼 나타낼 수 있다.
{\displaystyle J_{X}^{d}=-D_{X}{\frac {\partial n}{\partial x}}}
여기서 {\displaystyle n}은 세포막 내의 한 지점에서 {\displaystyle X}의 개수밀도를 가리키며, 음의 부호가 붙는 까닭은 이온이 세포 안에서 밖으로 빠져나갈 때 흐름의 값이 양(+)이 되도록 {\displaystyle x}축의 방향을 정하는 것이 일반적이기 때문이다.
한편 정전기력에 의한 이동량은 {\displaystyle X}의 농도와 전기장의 세기에 정비례한다고 가정할 수 있으며, 그 비례 계수를 이동도(영어: mobility) {\displaystyle \mu _{X}}로 정의한다. 전기장의 세기는 전위 {\displaystyle E}의 기울기와 같으므로 다음처럼 나타낼 수 있다.
{\displaystyle J_{X}^{e}=-\mu _{X}n{\frac {\partial E}{\partial x}}}
여기서 이동도 {\displaystyle \mu _{X}}를 다시 확산계수 {\displaystyle D_{X}}의 식으로 나타낼 수 있는데, 이를 유도하는 방법은 다음과 같다. 만일 계가 열평형 상태에 있다면 확산에 의한 흐름과 정전기력에 의한 흐름이 상쇄되어 알짜 선속이 0이 되어야 한다.
{\displaystyle J_{X}=-D_{X}{\frac {\partial n}{\partial x}}-\mu _{X}n{\frac {\partial E}{\partial x}}=0}
그런데 열평형 상태이므로 {\displaystyle X}가 볼츠만 분포 {\displaystyle n\propto {\text{e}}^{qE/kT}}를 따른다고 가정하면
{\displaystyle {\frac {1}{n}}{\frac {\partial n}{\partial x}}=-{\frac {q}{kT}}{\frac {\partial E}{\partial x}}=-{\frac {zF}{RT}}{\frac {\partial E}{\partial x}}}
이다. ({\displaystyle q}는 {\displaystyle X}의 전하량이고 {\displaystyle k}는 볼츠만 상수이다. 이들의 비를 {\displaystyle X}의 가수 {\displaystyle z}, 패러데이 상수 {\displaystyle F}, 기체상수 {\displaystyle R}의 식으로 변환하려면 분모와 분자에 아보가드로 수를 곱하면 된다. 한편 {\displaystyle T}는 절대온도이다.) 이를 알짜 선속이 0이라는 조건에 대입하면 다음 아인슈타인 관계식을 얻는다.
{\displaystyle \mu _{X}={\frac {zF}{RT}}D_{X}}
아인슈타인 관계식을 다시 {\displaystyle J_{X}}의 식에 대입하면 다음과 같이 대류가 없는 경우에 대한 네른스트-플랑크 식이 도출된다.
{\displaystyle J_{X}=-D_{X}\left({\frac {\partial n}{\partial x}}+n{\frac {zF}{RT}}{\frac {\partial E}{\partial x}}\right)}
마지막으로 {\displaystyle X}의 흐름에 의한 전류 밀도 {\displaystyle I_{X}}를 구하기 위해서는 양변에 {\displaystyle X}의 전하량을 곱하면 된다. 이때 {\displaystyle X} 1몰의 전하량이 {\displaystyle zF}이므로, 개수밀도 대신 몰 농도 {\displaystyle \left[X\right]}를 이용하여 표현하면 다음과 같다.
{\displaystyle I_{X}=-zFD_{X}\left({\frac {\partial \left[X\right]}{\partial x}}+\left[X\right]{\frac {zF}{RT}}{\frac {\partial E}{\partial x}}\right)}

### 평형 전위와 네른스트 식
평형 상태에서는 이온의 흐름이 없어야 하므로, 네른스트-플랑크 식의 좌변을 0으로 놓고 세포막 안에서 밖까지 선적분하면 다음과 같은 네른스트 식이 도출된다.
{\displaystyle E_{X}={\frac {RT}{zF}}\ln {\frac {\left[X\right]_{o}}{\left[X\right]_{i}}}}
여기서 {\displaystyle \left[X\right]_{o}}와 {\displaystyle \left[X\right]_{i}}는 각각 세포 외부와 내부의 {\displaystyle X} 이온 농도를 가리킨다. 이 식의 값은 세포막이 오로지 한 종류의 이온 {\displaystyle X}만을 통과시킨다고 가정했을 때 평형이 이루어지게끔 하는 가상의 전위 값을 나타낸다. 이를 {\displaystyle X}의 평형 전위(영어: equilibrium potential)라고 부른다.

## 회로 모형

### RC 회로로서 세포막

세포막의 회로 모형. 각 이온 통로는 병렬로 연결된 가변저항으로, 이온의 농도차에 의한 확산 경향은 평형 전위만큼의 값을 가지는 전지로 이해할 수 있다. 그림의 각종 는 본문의 에 해당한다.

여러 종류의 이온 통로를 해당하는 저항과 전지가 병렬로 연결되어 있었던 것을 동등한 하나의 저항 및 전지로 바꾸어 나타내었다. 그림의 는 본문의 에 해당한다.

전기화학적 모형에서 가정한 전압-전류 관계는 특수한 경우를 제외하고는 비선형적이다. 전기화학적 모형에서 도출된 핵심 결과를 받아들이되, 전압-전류 관계가 선형적이라는 옴의 법칙을 가정하는 모형도 있다. 즉 세포막을 일종의 전기 회로로 간주하는 것이다.
먼저 세포막 안팎으로 전기이중층이 형성되면서 전하가 축적될 수 있으므로 세포막은 축전기의 성질을 갖는다고 본다. 전하분리가 많이 일어나서 전하가 많이 축적될수록 막 전위도 많이 벌어진다. 그 비례 계수를 전기용량이라 하며, 막이 넓을수록 전하도 많이 축적될 수 있으므로 면적에 비례하는 것으로 본다. 세포막의 면적 당 전기용량은 약 0.4-1.0 ㎌/㎠로 추산되는데, 인공적으로 지질 이중층을 만들어도 비슷한 수치가 측정된다. 이로써 세포막이 축전기 역할을 하는 것은 지질 이중층으로 이루어져 있기 때문임을 알 수 있다.
세포막은 지질로 이루어진 절연체이지만, 각종 통로 단백질이 있어 이온이 넘나들도록 한다. 각 이온의 움직임이 독립적으로 일어난다고 가정할 때, 이를 저항이 병렬 연결된 것으로 생각할 수 있다. 앞에서 전제하였듯이 각 저항은 선형 전압-전류 관계를 갖는다고 본다. 회로 이론에서 전압과 전류의 비례 관계를 저항 즉 전류 분의 전압으로 나타내는 것이 일반적인 반면, 전기생리학에서는 그 역수인 전기전도도(영어: conductance)를 더 흔히 사용한다. 즉 이온 {\displaystyle X}에 의한 전류를 {\displaystyle I_{X}}, 이를 추동하는 전압을 {\displaystyle V_{X}}, 이에 대한 전기전도도를 {\displaystyle g_{X}}라고 할 때, 다음이 성립한다.
{\displaystyle I_{X}=g_{X}V_{X}}
그런데 통상적인 회로 이론에서와 달리, 세포막을 전기 회로로 이해할 때에는 이온의 농도 기울기에 의한 통계적인 확산 경향을 함께 고려하여야 한다. 이를 위해 전기화학적 모형에서 도출한 개념을 빌려올 수 있다. 즉 이온마다 평형 전위가 있어서, 막 전위와 평형 전위의 차 {\displaystyle E_{m}-E_{X}}이 전기화학적 구동력 {\displaystyle V_{X}}으로 작용한다고 가정하는 것이다. 대입하면 다음을 얻는다.
{\displaystyle I_{X}=g_{X}\left(E_{m}-E_{X}\right)}
위 식을 모든 이온 종류 {\displaystyle X}에 대하여 합하면, 총 전류의 값은 아래와 같이 계산된다.
{\displaystyle I_{m}=\sum _{X}I_{X}=\left(\sum _{X}g_{X}\right)\left(E_{m}-{\frac {\sum _{X}g_{X}E_{X}}{\sum _{X}g_{X}}}\right)}
그러므로 세포막을 알짜 전기전도도가 {\displaystyle g_{\text{net}}=\sum _{X}g_{X}}인 저항 및 알짜 전압이 {\displaystyle E_{\text{net}}=\sum _{X}g_{X}E_{X}/\sum _{X}g_{X}}인 전지가 하나씩 연결된 RC 회로로 간주할 수 있다. 세포막의 면적 당 알짜 전기전도도는 약 10-3 Ω-1/㎠인데, 인공적으로 만든 지질 이중층의 전기전도도가 10-6-10-9 Ω-1/㎠ 정도인 데 비하면 이는 훨씬 높은 값이다. 그런데 인공 지질 이중층에 통로 단백질 등을 도핑하면 전기전도도가 크게 상승하는 현상이 관찰된다. 이로써 세포막의 전기전도도가 높은 것은 각종 막 단백 때문이라고 추론할 수 있다.

### 휴지 전위와 평균전도방정식
RC 회로 모형은 휴지 전위의 값에 대한 공식을 도출하는 데에 활용된다. 위 단락과 같이 세포막을 저항, 축전기, 전지 하나씩으로 이루어진 병렬 RC 회로로 간주하고, 알짜 축전용량을 {\displaystyle C}, 알짜 저항을 {\displaystyle R=1/g_{\text{net}}}이라고 하자. 저항을 통해 흐르는 이온성 전류(영어: ionic current)의 크기는 옴의 법칙에 따라 다음처럼 계산된다.
{\displaystyle I_{\text{ionic}}={\frac {E_{m}-E_{\text{net}}}{R}}}
한편 축전기로 흐르는 용량성 전류(영어: capacitive current)는 곧 축전기에 저장된 전하량의 변화로 이어지므로, 용량성 전류의 크기는 바로 전하량의 시간적 변화율과 같다. 이때 축전용량의 정의에 따르면 축전기에 저장된 전하량의 크기는 축전기 양 끝의 전위차와 축전용량의 곱으로 주어지므로, 그 시간적 변화율을 셈하면 결국 용량성 전류의 크기는 다음처럼 계산된다.
{\displaystyle I_{\text{capacitive}}=C{\frac {\partial E_{m}}{\partial t}}}
막 안쪽에서 바깥쪽으로 흐르는 총 전류의 크기 {\displaystyle I_{m}}은 이온성 전류의 용량성 전류의 크기의 합으로 주어진다. 이때 {\displaystyle V=E_{m}-E_{\text{net}}}이라고 정의하고 {\displaystyle E_{\text{net}}}이 일정하다고 가정하면, {\displaystyle \partial E_{m}/\partial t=\partial V/\partial t}이므로 다음 관계식을 얻는다.
{\displaystyle I_{m}={\frac {V}{R}}+C{\frac {\partial V}{\partial t}}}
휴지 전위를 셈하기 위해 {\displaystyle \partial V/\partial t=0}, {\displaystyle I_{m}=0}이라고 가정하면, {\displaystyle V=0}이라는 결론이 도출된다. 따라서 휴지 전위의 값이 바로
{\displaystyle E_{\text{net}}={\frac {\sum _{X}g_{X}E_{X}}{\sum _{X}g_{X}}}}
이와 같이 주어짐이 도출된다. 이를 평균전도방정식(영어: chord conductance equation)이라고 한다.

### 케이블 이론

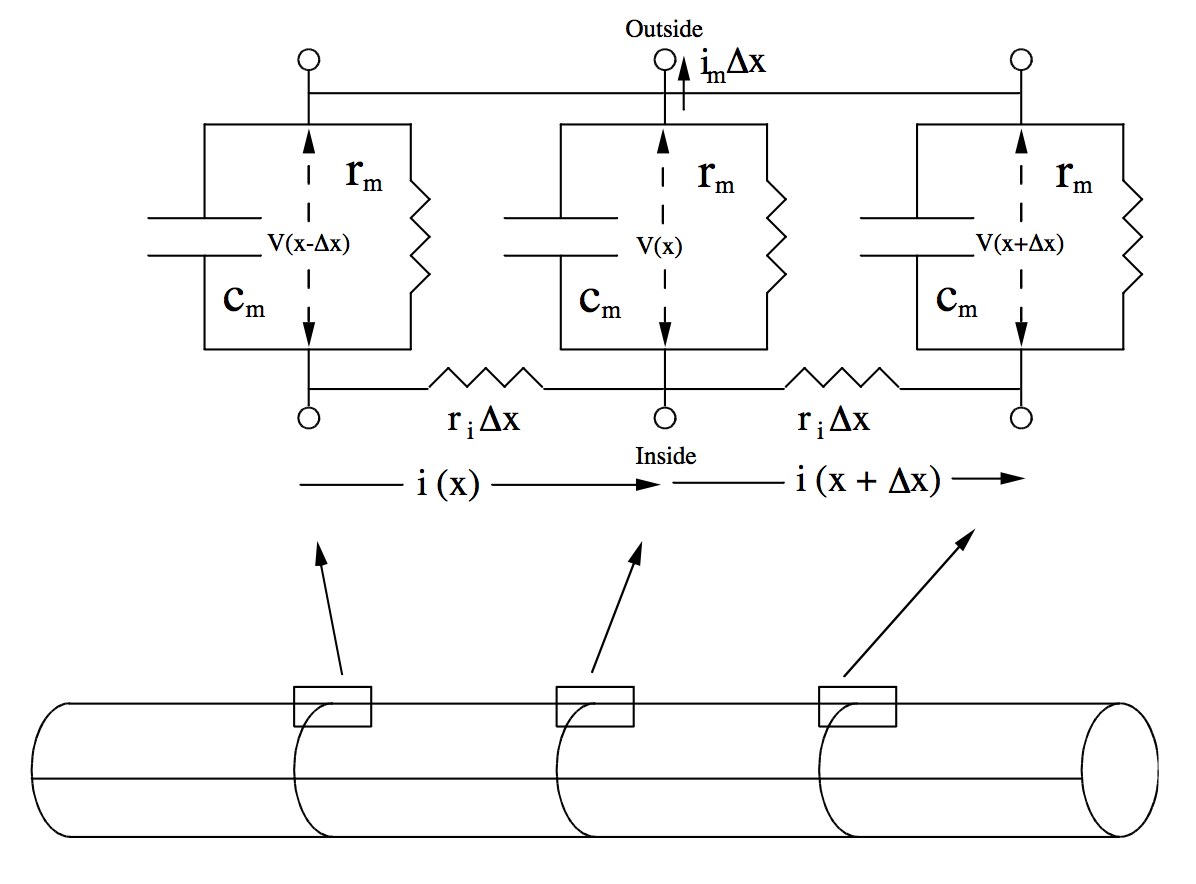
세포막의 케이블 모형. 축삭이 원통 모양으로 길게 뻗어 있고, 원통의 각 분절이 RC 회로에 해당하며, 서로 다른 분절끼리는 저항을 매개로 연결되어 있다고 본다.

막 전위는 항상 일정한 것이 아니라 자극을 받아 끊임없이 변화한다. 이를테면 신경세포의 축삭과 같이 원통 모양으로 길게 뻗은 구조가 있을 때, 한 부분을 자극하여 막 전위가 변하면 그 반응은 차츰 이웃한 부위로 퍼져나간다. 이처럼 막 전위가 시간적·공간적으로 변동하는 양상을 따지는 데에는 케이블 모형이 도움이 된다.
케이블 모형에서는 세포막의 각 분절을 작은 병렬 RC 회로로 간주한다. 축삭을 따라 나아간 길이가 {\displaystyle x}인 지점과 {\displaystyle x+{\mathit {\Delta }}x}인 지점 사이의 분절만큼에 해당하는 RC 회로의 저항과 축전용량이 각각 {\displaystyle r_{m}/{\mathit {\Delta }}x}, {\displaystyle c_{m}{\mathit {\Delta }}x}로 주어진다고 하자. 그리고 특정 시점 {\displaystyle t}에 이 분절에서의 막 전위를 {\displaystyle E_{m}}이라고 하고, 막 전위가 휴지 전위에서 벗어난 정도를 {\displaystyle V=E_{m}-E_{\text{net}}}이라고 정의하자. 막 안쪽에서 바깥쪽으로 흐르는 전류의 크기 {\displaystyle I_{m}{\mathit {\Delta }}x}는 이온성 전류와 용량성 전류의 크기의 합과 같으므로, {\displaystyle {\mathit {\Delta }}x}를 약분하면 다음 관계식을 얻는다.
{\displaystyle I_{m}={\frac {V}{r_{m}}}+c_{m}{\frac {\partial V}{\partial t}}}
한편 전체 세포는 이러한 작은 분절들이 축삭의 길이 방향으로 이어진 것으로 본다. 따라서 한 분절 내에서 막을 가로지르는 방향으로도 전류가 흐르지만, 이웃한 분절 사이에서 축삭의 길이 방향을 따라서도 전류가 흐른다. 길이 방향의 전류는 세포 안에서도 흐르고 밖에서도 흐를 텐데, 세포 밖 공간은 부피가 무척 크므로 저항이 매우 작아 무시할 수 있다고 보는 것이 일반적이다. 마치 도선으로 이어진 것처럼 전하의 움직임이 자유롭기 때문에, 세포 밖 공간은 모두 전위가 같아 전위차를 고려하지 않아도 좋다. 이제 이웃한 두 세포질 분절 사이에서 길이 방향의 전류를 방해하는 저항의 크기가 {\displaystyle r_{i}{\mathit {\Delta }}x}라고 하자. 두 분절 사이의 전위차는 대략 {\displaystyle -\left(\partial V/\partial x\right){\mathit {\Delta }}x}일 것이므로, {\displaystyle {\mathit {\Delta }}x}를 약분하면 축삭의 길이 방향을 따라 흐르는 전류의 크기는
{\displaystyle I_{i}=-{\frac {1}{r_{i}}}{\frac {\partial V}{\partial x}}}
로 주어진다. 그런데 키르히호프의 전기회로 법칙에 따르면, 세포막을 통해 세포 안쪽에서 바깥쪽으로 전류가 빠져나가는 만큼 길이 방향을 따른 전류는 감소하여야 한다. 그러므로
{\displaystyle I_{m}=-{\frac {\partial I_{i}}{\partial x}}}
이다. 대입하면 다음과 같은 케이블 방정식(영어: cable equation)이 도출된다.
{\displaystyle {\frac {r_{m}}{r_{i}}}{\frac {\partial ^{2}V}{\partial x^{2}}}=V+r_{m}c_{m}{\frac {\partial V}{\partial t}}}

### 세포막의 수동적 성질: 시간적 변동

RC 회로에서 전지의 전원을 켰을 때 축전기 양 끝의 전위차가 시간에 따라 변하는 양상을 나타낸 그래프.

케이블 방정식의 일반적인 해를 구하기는 복잡하다. 다만 몇 가지 단순한 경우를 관찰함으로써 막 전위가 대강 어떤 이치로 변화하는지 추론할 수 있다. 먼저 세포 전체를 한 덩어리로 취급하여 {\displaystyle V}가 어디에서든 일정하다고 가정하면, {\displaystyle \partial ^{2}V/\partial x^{2}=0}이므로
{\displaystyle V=-r_{m}c_{m}{\frac {\partial V}{\partial t}}}
이다. 미분방정식을 풀면, {\displaystyle V=V_{0}}이었던 시점에서부터 {\displaystyle t}만큼 시간이 흐른 뒤 {\displaystyle V}의 값은
{\displaystyle V\left(t\right)=V_{0}e^{-{\frac {t}{r_{m}c_{m}}}}}
으로 주어짐을 알 수 있다. 즉 막 전위가 휴지 전위에서 잠시 벗어나더라도 시간이 흐르면 막 전위는 휴지 전위로 돌아오겠지만, 거기에 이르는 데에는 시간이 걸린다. {\displaystyle r_{m}c_{m}}만큼 시간이 지나면 막 전위가 휴지 전위에서 벗어난 정도는 처음의 약 37% ({\displaystyle 1/e})로 줄어들고, {\displaystyle 2r_{m}c_{m}}이 지나면 14% ({\displaystyle 1/e^{2}}), {\displaystyle 3r_{m}c_{m}}이 지나면 5% ({\displaystyle 1/e^{3}})로 줄어든다. 이처럼 {\displaystyle r_{m}c_{m}}이라는 값은 회로가 외부 자극에 반응하여 얼마나 빠르게 변화하는지 나타내는 시간적 척도이므로 시간상수(영어: time constant)라고 부르며 흔히 {\displaystyle \tau }라고 표기한다.
이러한 현상이 일어나는 까닭은 저항이 전하의 움직임을 방해하기 때문이다. 만일 저항이 없다면 막 전위가 변동하는 즉시 세포막 안팎으로 전하 분리가 일어나 막 전위를 휴지 전위로 되돌릴 것이다. 실제로는 전하가 움직이는 데에 시간이 걸리므로 전하 분리는 서서히 일어난다. 실제 세포에 전극을 삽입하여 갑자기 전류를 흘리는 자극을 준 다음 막 전위 변화를 추적함으로써 이를 확인할 수 있다. 이러한 실험을 통해 측정되는 신경 섬유 및 근섬유의 시간상수 값은 1.0 ms 정도이다.
이러한 성질로 말미암아 생체 내 전기 신호의 시간 해상도에는 한계가 있다. 서로 다른 두 자극 사이의 시간 간격이 너무 짧으면, 막 전위가 천천히 변화하는 까닭에 두 자극에 대한 반응이 뭉뚱그려져서 서로 분간하기 어려워지는 것이다. 반면 이러한 현상 자체를 정보 전달에 활용하는 시간적 통합(영어: temporal integration)의 사례도 존재한다.

### 세포막의 수동적 성질: 공간적 변동
자극을 주었을 때 막 전위 변화가 주변으로 어떻게 퍼져 나가는지 따지기 위해, 축삭의 한 지점에 지속적으로 전류를 흘려 주어 정상상태(steady state)를 유지한다고 가정하자. 막 전위가 시간에 따라 변화하지 않아 {\displaystyle \partial V/\partial t=0}이므로
{\displaystyle {\frac {r_{m}}{r_{i}}}{\frac {\partial ^{2}V}{\partial x^{2}}}=V}
이다. 전류의 값이 무한히 발산하지는 않을 것이라는 조건을 적용하여 미분방정식을 풀면, {\displaystyle x=0}인 지점에서 {\displaystyle V=V_{0}}로 일정하게 유지되고 있다고 할 때, {\displaystyle x>0}인 임의의 지점에서 {\displaystyle V}의 값은
{\displaystyle V\left(x\right)=V_{0}e^{-{\frac {x}{\sqrt {r_{m}/r_{i}}}}}}
로 주어짐을 알 수 있다. 즉 자극을 주는 위치에서 {\displaystyle {\sqrt {r_{m}/r_{i}}}}만큼 멀어질 때마다 막 전위가 휴지 전위에서 벗어난 정도는 37%, 14%, 5%로 감소한다. 여기서 {\displaystyle {\sqrt {r_{m}/r_{i}}}}을 거리상수(영어: length constant) 또는 공간상수(영어: space constant)라고 부르며 흔히 {\displaystyle \lambda }로 표기한다.
이처럼 막 전위 변동의 크기가 거리에 따라 감쇠하는 까닭은, 막을 가로지르는 방향으로 전류가 새어나가는 바람에 길이 방향으로 흐르는 전류의 크기가 차츰 작아지기 때문이다.

### 전도 속도
막 전위 변동이 퍼져나가는 속도는 케이블로서 세포막의 성질, 즉 수동적 성질(영어: passive electrical properties)에 의존한다. 길이상수가 클수록 막 전위 변동이 감쇠되는 정도가 작으므로 전도가 빠르고, 시간상수가 작을수록 막 전위가 기민하게 변화하므로 역시 전도가 빠를 것이라고 짐작할 수 있다.
축삭의 특성에 따라 전도 속도가 어떻게 달라지는지 알아보기 위해, 시간상수와 길이상수를 축삭의 반지름 {\displaystyle a}의 식으로 나타내어 보자. 세포막의 단위 면적이 저항 {\displaystyle R_{m}}, 축전용량 {\displaystyle C_{m}}을 갖는다고 하자. 앞에서 표면적이 {\displaystyle 2\pi a{\mathit {\Delta }}x}인 분절의 저항과 축전용량이 각각 축전용량이 {\displaystyle r_{m}/{\mathit {\Delta }}x}와 {\displaystyle c_{m}{\mathit {\Delta }}x}라고 정의하였는데, 저항은 면적에 반비례하고 축전용량은 면적에 비례하므로,
{\displaystyle r_{m}=R_{m}/2\pi a}
{\displaystyle c_{m}=2\pi aC_{m}}
이다. 한편 세포질의 단위 부피가 {\displaystyle R_{i}}만큼의 저항을 나타낸다고 하면, 단면적이 {\displaystyle \pi a^{2}}이고 길이가 {\displaystyle {\mathit {\Delta }}x}인 분절의 저항이 {\displaystyle r_{i}{\mathit {\Delta }}x}라고 정의하였는데 저항은 면적에 반비례하고 길이에 비례하므로,
{\displaystyle r_{i}=R_{i}/\pi a^{2}}
이다. 시간상수와 길이상수의 식에 대입하면 다음이 도출된다.
{\displaystyle \tau =R_{m}C_{m}}
{\displaystyle \lambda ={\sqrt {{\frac {R_{m}}{R_{i}}}{\frac {a}{2}}}}}
그러므로 전도 속도를 높이는 한 가지 방법은 축삭을 굵게 만들어서 길이상수를 크게 하는 것이다. 이러한 전략을 채택한 예로는 오징어가 있는데, 지름이 500 ㎛에 이르는 거대 축삭이 있어 위험에 재빨리 대처하도록 돕는다.
전도 속도를 높이는 또다른 방법은 축삭 주변으로 말이집을 두르는 것이다. 지질 이중층 여러 겹으로 축삭을 둘러싸면 RC 회로 여러 개를 직렬로 연결하는 셈이므로, 세포막이 {\displaystyle n}겹이면 {\displaystyle R_{m}}은 {\displaystyle n}배가 되고 {\displaystyle C_{m}}은 {\displaystyle 1/n}배가 된다. 따라서 시간상수는 그대로 두면서 길이상수만 증가시킴으로써 전도 속도를 높일 수 있는 것이다.

## 같이 보기
- 시냅스후 전위
- 휴지전위
- 탈분극
- 과분극
- 활동전위

## 주해
1. ↑  이와 같은 가정이 가능한 까닭은 일반적으로 축전용량은 면적에 비례하는 반면 저항은 면적에 반비례하기 때문이다.
2. ↑  일반적으로 저항은 길이에 비례한다.
3. ↑  만일 {\displaystyle \partial V/\partial x}가 양수이어서 {\displaystyle x}가 증가할수록 {\displaystyle V}가 증가한다면, 전류는 {\displaystyle x}가 감소하는 방향으로 흐를 것이므로 {\displaystyle I_{i}}는 음수일 것이다. 음의 부호가 붙는 것은 이러런 까닭이다.

## 참고문헌
- Sperelakis, N. (2001). 《Cell physiology sourcebook: a molecular approach》 3판. San Diego: Academic Press. ISBN 978-0-12-656976-6.
- Rettinger, J, Schwarz, S., & Schwarz, W. (2016). 《Electrophysiology: Basics, Modern Approaches and Applications》. Heidelberg: Springer. ISBN 978-3-319-30011-5.
- Luo, Liqun (2016). 《Principles of Neurobiology》. New York: Garland Science, Taylor & Francis Group. ISBN 978-0-8153-4492-6.
- Hall, John E., Hall, Michael E., & Guyton, Arthur C. (2021). 《Guyton and Hall Textbook of Medical Physiology》 14판. Philadelphia: Elsevier. ISBN 978-0-323-59712-8.